# Brüsewitz
Brüsewitz es un municipio situado en el distrito de Mecklemburgo Noroccidental, en el estado federado de Mecklemburgo-Pomerania Occidental (Alemania), a una altura de 54 metros. 

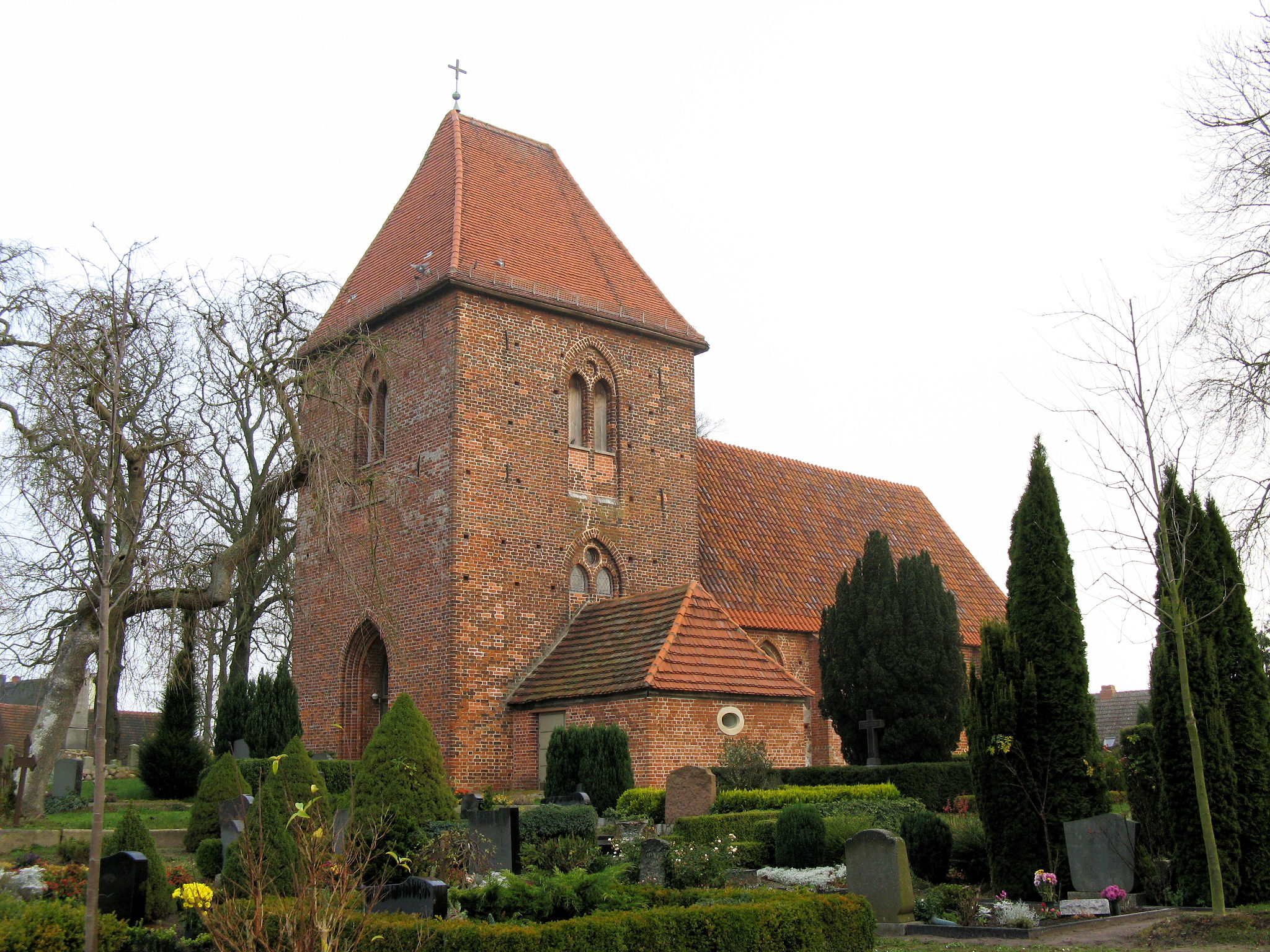
Iglesia de Brüsewitz

Su población a finales de 2016 era de 2016 habs. y su densidad poblacional, 67 hab/km².